# ジャーネイル・ヘイズ
ジャーネイル・ヘイズ（Jernail Hayes、1988年7月8日 - ）は、アメリカ合衆国の陸上競技選手。デラウェア州のグラスゴー高校（Glasgow High School）、シートン・ホール大学出身。バージニア州立大学の陸上競技チームのアシスタントコーチを務める。
トルコ・イスタンブールで開かれた2012年世界室内陸上競技選手権大会においてアメリカの4×400mリレーチームの一員として銀メダルを獲得した。この大会でヘイズは初めてアメリカ代表に選抜された。ポーランド・ソポトで開かれた2014年世界室内陸上競技選手権大会にも4×400mリレーで出場、金メダルを獲得した。